# Vodouš rudonohý
Vodouš rudonohý (Tringa totanus) je středně velký druh bahňáka z čeledi slukovitých.

## Popis
Má červené nohy a kořen zobáku, je hnědavý, s čárkovanou hrudí a boky, bělavým nadočním proužkem (jen před okem) a kroužkem kolem oka. V letu má bílý zadní okraj křídel a bílý kostřec, jehož zbarvení klínovitě vybíhá do hřbetu. Ve svatebním šatu je shora i zespodu tmavě skvrnitý, v zimě nevýrazně šedohnědý s rozpitým skvrněním. Mladí ptáci mají béžově skvrnité lemy per svrchní části těla. Hnízdí ve vnitrozemských i pobřežních mokřadech, vlhkých loukách aj.
V České republice hnízdí především v nížinách (max. 620 m n. m.) Po roce 1960 vymizel z řady míst, pravidelně ještě hnízdí v jižních Čechách, na jižní, střední a severovýchodní Moravě. V letech 2001–2003 v Česku hnízdilo pouhých 25–40 párů.

## Poddruhy
Obecně bývá popisováno šest poddruhů:
- Vodouš rudonohý evropský (T. t. totanus): obývá Evropu, především Středomoří.
- Vodouš rudonohý islandský (T. t. robusta): obývá Island a Faerské ostrovy.
- Vodouš rudonohý sibiřský (T. t. ussuriensis): žije na jižní Sibiři, v Mongolsku a východní Asii.
- T. t. terrignotae: areál rozšíření zahrnuje jižní Mandžusko a východní Čínu.
- T. t. craggi: obývá severozápadní Čínu.
- T. t. eurhina: žije v Tádžikistánu, severní Indii a Tibetu.[4][5]

## Ekologie
Vodouš rudonohý je eurasijský stěhovavý druh ptáka, přičemž zimuje nejčastěji ve Středomoří, na atlantickém pobřeží Evropy i jižní Asii. Výjimečně se ale jednotlivci zatoulají i jinam, například na Palau a ve Federativních státech Mikronésie bylo několik kusů zaznamenáno v letech 1970 a 2000.
Vodouši jsou ostražití a poměrně hluční ptáci, kteří při prvním náznaku nebezpečí upozorní ostatní. Jako většina druhů z podřádu bahňáků, i tento se živí převážně malými bezobratlými živočichy. Žerou tedy především měkkýše, korýše, hmyz, červy a pavouky, výjimečně i semena a řasy.
V době hnízdění vyhledávají vlhká místa s nízkou vegetací, tedy například mokré louky nebo okraje rybníků. Hnízdí jednotlivě, i když na vhodných místech mívá sklon hnízdit více párů pohromadě. Hnízdo je na zemi, vystlané jen slabě travinami a kapradinami. Do takového hnízda samička, ve většině případů koncem března, snese 4 vejce. Na jejich inkubaci se podílejí oba rodiče po dobu od 21 do 28 dní.
- Vodouš hledající potravu

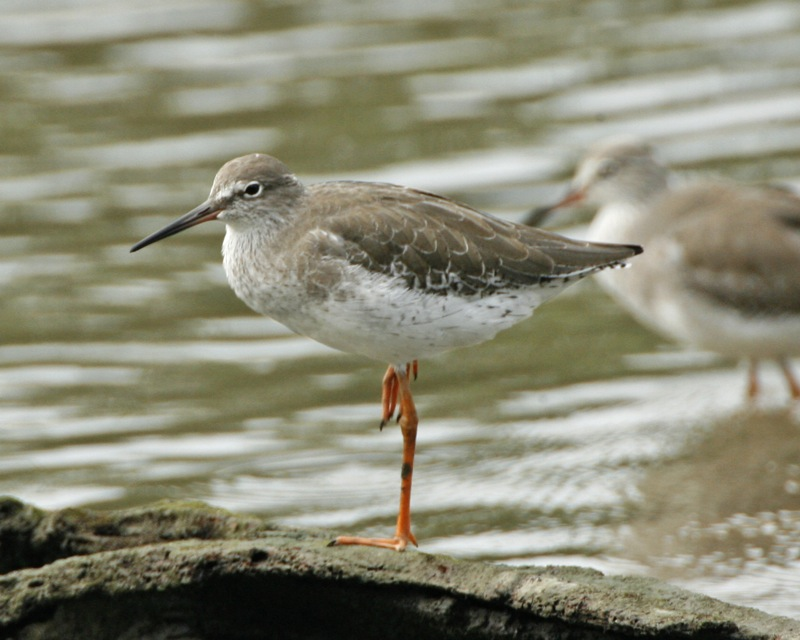
Vodouš rudonohý v prostém šatu
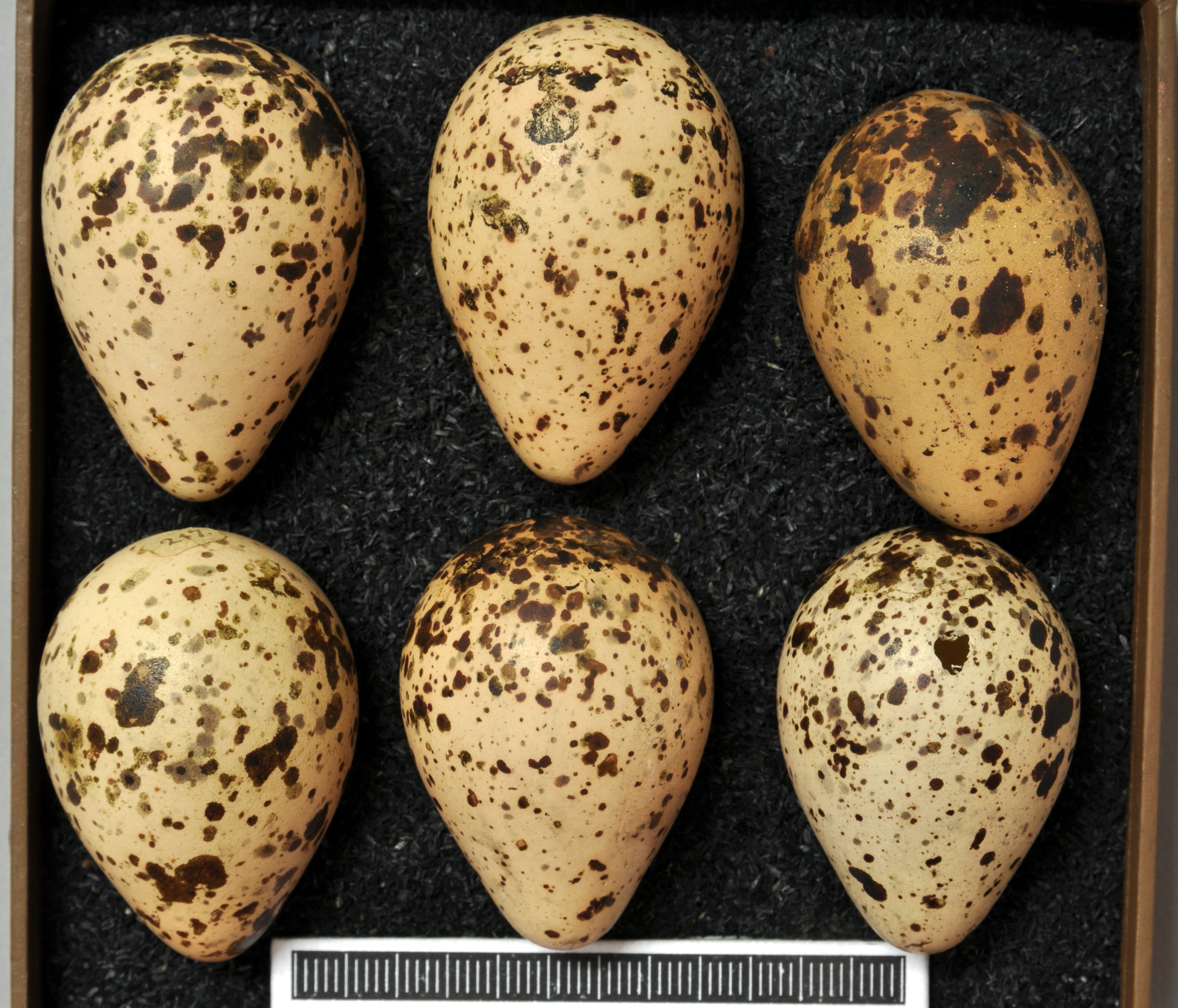
Vejce vodoušů rudonohých